# George Everest

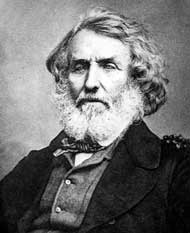
George Everest.

George Everest, född 4 juli 1790 på Gwernvale Manor nära Crickhowell i Powys i Wales, död 1 december 1866 i Greenwich i London, var en brittisk (walesisk) överste och geograf. Han var Surveyor-General of India (överlantmätare) 1830-1843.
Everest ansvarade för uppmätningen av den Indiska halvön. Arbetet påbörjades under hans företrädare William Lambton 1806 och avslutades under hans efterträdare Andrew Waugh. Det var under den sistnämnde som Mount Everest uppmättes (1852) och namngavs efter George Everest (1865).
Everest genomgick sin militära utbildning på Woolwich. 1806 sändes han till Indien som kadett i artilleriförbandet the Bengal Artillery. Han deltog sedan i den topografiska rekognosceringen av Java 1814-1816. Everest utsågs 1818 till assistent åt Lambton vid den trigonometriska uppmätningen av Indiska halvön. Everest efterträdde denne 1823 som ansvarig för de pågående mätningarna av Indien, för att 1830 utses till Surveyor-General of India. 1841 fullbordade han den indiska meridiangradmätningen, som han beskrev i Measurement of two sections of the meridional arc of India etc. (utgiven 1847).
Everest pensionerades 1843 och återvände då till England, där han valdes in i Royal Society. Han adlades 1861 och blev 1862 vice ordförande i Royal Geographical Society.